# Istanbul Challenger 1987
L'Istanbul Challenger 1987 è stato un torneo di tennis facente parte della categoria ATP Challenger Series nell'ambito dell'ATP Challenger Series 1987. Il torneo si è giocato a Istanbul in Turchia dal 17 al 23 agosto 1987 su campi in terra rossa.

## Vincitori

### Singolare
Branislav Stankovič ha battuto in finale  Florin Segărceanu con il punteggio di 6–2, 6–1.

### Doppio
Nevio Devide /  Alberto Paris hanno battuto in finale  Adrian Marcu /  Florin Segărceanu con il punteggio di 7–5, 6–2.